# Lelek chiński
Lelek chiński (Caprimulgus centralasicus) – gatunek małego ptaka z rodziny lelkowatych (Caprimulgidae), opisany w 1960, o niepewnym statusie taksonomicznym. Znany wyłącznie z jednego okazu odłowionego w zachodnich Chinach w Sinciang w 1929.

## Taksonomia
Gatunek znany tylko z jednego okazu – holotypu. Opisany po raz pierwszy w 1960 na łamach „American Museum Novitates” przez Charlesa Vaurie. Odłowiony został jednak już 7 września 1929 w zachodniej części regionu Sinciang, w lokalizacji o nazwie Goma/Guma, na wysokości około 1200 m n.p.m. (4000 stóp). Holotyp odstrzelił Frank Ludlow. Choć autor przyrównywał nowy okaz do lelka egipskiego (C. aegyptius), uznał go za odrębny gatunek. Badania Schweizera i współpracowników przeprowadzone w 2020 wykazały, że takson ten jest synonimem C. europaeus, najprawdopodobniej podgatunku C. e. plumipes.

## Środowisko
Według notatki, jaką Ludlow dołączył do spreparowanego ptaka, został on odstrzelony na piaszczystych wzgórzach porośniętych niskimi krzewami. W 1990 podczas badań w terenie okazało się, że środowisko wokół Guma znacznie odbiega od swojego stanu w latach 20. XX wieku. Środowisko przyrodnicze na pustyni Takla Makan jest w wielu miejscach zdegradowane przez wypas kóz i wielbłądów, wycinkę pod pozyskanie drewna oraz przekształcanie tych terenów w nawodnione pola uprawne.

## Holotyp
Holotypem miała być dorosła samica, jednak prawdopodobnie była to niedorosła samica. Formuła skrzydłowa: 1<2≈3>4>5>6>7>8>9>10. Jak na przedstawiciela Caprimulgus, holotyp był dość jasny i o piaskowym odcieniu upierzenia. Był w trakcie pierzenia trzech pierwszych lotek I rzędu. Wymiary szczegółowe: długość skrzydła minimum 162 mm (w trakcie pierzenia); długość ogona: 96 mm, długość skoku: 14 mm, długość dzioba (od kącika do końca): 18 mm.
Cały wierzch ciała jest w odcieniu piaskowym, płowoszarym; każde pióro jest bardzo drobno pokryte nieregularnymi, falistymi prążkami koloru ciemnobrązowego. Na zewnętrznych krawędziach pióra te mają bardziej rdzawy odcień, zwłaszcza na wierzchu głowy i karku i, w mniejszym stopniu, na barkówkach. Środki większości piór wierzchu głowy oraz niektóre z piór grzbietu i barkówek są czarnobrązowe i pokryte wzorkiem wzdłuż stosin, co daje efekt paskowania. Pokrywy nadogonowe i górna powierzchnia środkowej pary sterówek są jaśniejsze od grzbietu i zdobione bardzo drobnymi, brązowymi paskami.
Kantarek płowokremowy, końcówki niewielkich piór okalających oko (z wyjątkiem dołu oka) mają srebrzystobiałe końcówki, tworzą słabo zaznaczoną brew. Policzki mają barwę ciemnokasztanową. Autor zniszczył część upierzenia na gardle podczas skórowania ptaka. Prawdopodobnie po bokach gardła były obecna małe, płowe, niemal białe plamki. Górna część piersi jest pokryta gęstymi, drobnymi, brązowymi paskami, które na środku piersi, w górnej części brzucha i na bokach ciała stają się bardziej widoczne, szersze i dalej od siebie rozmieszczone. Środek brzucha, okolice kloaki i pokrywy podogonowe odznaczają się jaśniejszą tonacją i nie mają pasków, jednak na końcach dłuższych pokryw są obecne niewielkie brązowe plamki o kształcie strzały. Poza tym kolor tła na spodzie ciała to kremowopłowy.
Górna część skrzydła jest bardzo jasna, a dalsze od osi ciała końcówki lotek I rzędu są szaropiaskowe, pokryte plamkami koloru szarobrązowego. Pokrywy skrzydłowe (poza pierwszorzędowymi) przypominają ubarwieniem grzbiet, ale ich końcówki są niemal jednolicie piaskowopłowe, tworzą trzy mgliście widoczne paski skrzydłowe. Pokrywy pierwszorzędowe są pokryte ciemnobrązowymi i jasnokasztanowymi lub rdzawocynamonowymi plamkami. Naprzemiennie występują te barwy na plamkach na zewnętrznych chorągiewkach lotek I rzędu, ale na wewnętrznych chorągiewkach widnieją już brązowe paski, mniej lub bardziej połączone plamkami lub nieregularnymi paskami. Od spodu lotki I rzędu wyglądają podobnie, jednak brązowe i rdzawe odcienie są jaśniejsze. Końcówka środkowej pary sterówek ma kolor płowoszary, jest pokryta drobnymi, brązowymi wzorkami, jednak zewnętrzne sterówki są już intensywniej pokryte rozproszonymi ciemnobrązowymi paskami na ciemniejszym i bardziej rdzawym tle niż w środkowej parze. Od spodu te pióra są bledsze i o bardziej nieregularnym wzorze.